# W.N.P. Barbellion

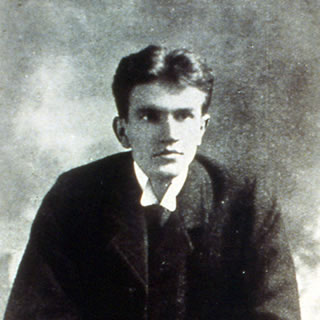
W.N.P. Barbellion

W(ilhelm) N(ero) P(ilate) Barbellion was het pseudoniem van Bruce Frederick Cummings (Barnstaple, 7 september 1889 - Gerrards Cross, 22 oktober 1919). Hij was een Engels natuurvorser en dagboekschrijver.

## Leven
Cummings werd in 1889 geboren in Barnstaple. Hij werkte als natuurvorser voor het British Museum. Zijn leven nam een dramatische wending nadat hij in november 1915 werd opgeroepen voor het Engels leger om te dienen in de Eerste Wereldoorlog. Tijdens de keuring bleek echter dat Cummings leed aan een zeldzame vorm van multiple sclerose en hij kreeg te horen dat hij nog maar beperkte tijd te leven had.

## Dagboek

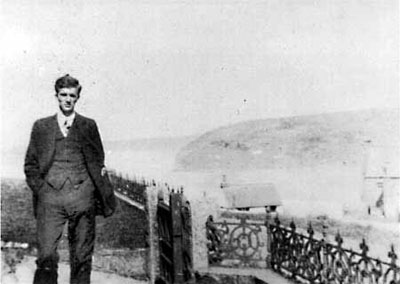
Barbellion "in de natuur"

Cummings begon al op zijn dertiende aantekeningen te maken van zijn natuurobservaties. Deze observaties zouden (mede door het lezen van het dagboek van Marie Bashkirtseff in 1914) geleidelijk uitgroeien tot sensibele dagboeknotities. In 1919 publiceerde hij onder het pseudoniem W.N.P. Barbellion een eerste deel van wat later zou uitgroeien tot een van de bekendste dagboeken uit de wereldliteratuur: The Journal of a Disappointed Man (in Nederland gepubliceerd in de reeks Privé-domein onder de titel ‘’Dagboek van een teleurgesteld man’’). Het eerste deel van Barbellions dagboeken staat in het teken van zijn passie voor de natuur. Zijn latere Londense periode wordt gekenmerkt door een geleidelijk aftakelende gezondheid en steeds grotere eenzaamheid. Hij zwerft door de straten, ligt ziek op zijn huurkamer en smacht naar vrouwelijk gezelschap. Uiteindelijk wordt zijn liefde voor Eleanor Benger beantwoord. Haar onvoorwaardelijke liefde staat centraal in het laatste deel van het dagboek. In een plaatsje vlak bij Londen slijt Barbellion zijn laatste levensdagen, tegen het einde bijna totaal verlamd.

## Dagboekfragment
Jij zou medelijden met me hebben, nietwaar? Ik ben eenzaam, platzak, verlamd en net achtentwintig. Maar ik knip met mijn vingers in je gezicht en met eenzelfde arrogantie heb ik medelijden met jou. Ik heb medelijden met je rimpelloze geluk en de bewegingloze sereniteit van je geest. Ik prefereer mijn eigen kwelling. Ik ben stervende, maar jij bent al een lijk. Jij hebt nooit echt geleefd. jouw lichaam is nooit geranseld totdat het tintelt van leven door een hopeloos verlangen om te beminnen, te weten, te handelen, te slagen.